# معابد رولووس
رولووس (خمری: រលួស) یک سایت باستان‌شناسی در کامبوج است که حدود ۱۳ کیلومتر شرق سیم ریپ در امتداد بزرگراه شماره ۶ قرار دارد. این مکان روزی با نام قدیمی و تاریخی هاری هارالایا، نخستین پایتخت امپراتوری خمر در شمال تونله ساپ بود.
در میان معابد «گروه رولووس» برخی از اولین سازه‌های دائمی ساخته شده توسط خمرها وجود دارد. آن‌ها آغاز دوره کلاسیک تمدن خمر را نشان می‌دهند که به اواخر قرن نهم میلادی برمی‌گردد.
برخی از این معابد کاملاً با آجر ساخته شده‌اند، در حالی که برخی دیگر به‌طور جزئی با لاتریت یا ماسه سنگ (اولین معبد بزرگ آنگوریایی ساخته شده با ماسه سنگ احتمالاً تاکئو بود) ساخته شده‌اند.
برخی از آنها کاملاً با آجر ساخته شده بودند، برخی دیگر تا حدی با لاتریت یا ماسه سنگ (نخستین معبد بزرگ انگکوری که با ماسه سنگ ساخته شده بود احتمالاً تاکئو
 بود)
در حال حاضر این مجموعه از سه معبد بزرگ تشکیل شده است که شامل: باکونگ، لولی و پره کو همراه با معبد کوچکتر پراسات پری مونت می‌شود. در هر دو معبد باکونگ و لولی صومعه‌های بودایی تراوادا وجود دارد.